# Макс Грабендорффер
Макс Грабендорффер (нім. Max Grabendorffer; 26 жовтня 1917, Інгольштадт — ?) — німецький військовик, фельдфебель люфтваффе. Бортрадист 51-ї бомбардувальної ескадри «Едельвейс». Кавалер Німецького хреста в золоті.

## Нагороди
- Нагрудний знак бортрадиста і бортстрільця (5 жовтня 1940)
- Залізний хрест
  - 2-го класу (31 жовтня 1940)
  - 1-го класу (1 квітня 1941)
- Авіаційна планка бомбардувальника
  - в бронзі (27 червня 1941)
  - в сріблі (16 березня 1942)
  - в золоті (27 червня 1942)
- Почесний Кубок Люфтваффе (4 вересня 1942)
- Медаль «За зимову кампанію на Сході 1941/42» (30 грудня 1942)
- Кримський щит (15 березня 1943)
- Медаль «Хрестовий похід проти комунізму» із застібкою «Одеса» (Румунія) (15 липня 1943)
- Німецький хрест в золоті (17 жовтня 1943)